# Punahyrax
Punahyrax — вимерлий рід плацентарних ссавців, що належать до родини Archaeohyracidae, в межах ряду Notoungulata, і ендемік Південної Америки. Його скам'янілі залишки були виявлені в Аргентині, і були знайдені в формації Гесте, поблизу Антофагаста-де-ла-Сьєрра в провінції Катамарка, і в формації Посуелос в провінції Сальта. Вважається, що ці місця представляють фауну, що датується Мустерсаном, південноамериканським пізнім еоценом.

## Опис
Punahyrax був одним з найменших представником родини , приблизно на 30% меншим за Archaeohyrax. Крім розміру, він відрізнявся від своїх родичів відсутністю передньоязикового зубця у верхніх молярах і тригонідної ямки у нижніх молярах.